# اندرو شینی
اندرو شینی (انگلیسی: Andrew Shinnie؛ زادهٔ ۱۷ ژوئیهٔ ۱۹۸۹) بازیکن فوتبال اهل بریتانیا است.
از باشگاه‌هایی که در آن بازی کرده است می‌توان به باشگاه فوتبال لیوینگستون، باشگاه فوتبال روترهام یونایتد، باشگاه فوتبال چارلتون اتلتیک، باشگاه فوتبال بیرمنگام سیتی، باشگاه فوتبال لوتون تاون، باشگاه فوتبال رنجرز، باشگاه فوتبال داندی، و باشگاه فوتبال اینورنس کالدنیون تیسل اشاره کرد.
وی همچنین در تیم‌های ملی فوتبال زیر ۱۹ سال اسکاتلند، زیر ۲۱ سال اسکاتلند، و اسکاتلند بازی کرده است.